# Suché
Suché (in ungherese Zemplénszuha) è un comune della Slovacchia facente parte del distretto di Michalovce, nella regione di Košice.